# بازار کاشی‌گری (یزد)
بازار کاشیگری مربوط به دوره زند است و در یزد، خیابان قیام، بازارچه حضرت عباس و میدان خان واقع شده و این اثر در تاریخ ۱۷ اسفند ۱۳۸۱ با شمارهٔ ثبت ۷۷۹۴ به‌عنوان یکی از آثار ملی ایران به ثبت رسیده است.